# 中華人民共和国国務院
中華人民共和国国務院（ちゅうかじんみんきょうわこくこくむいん、簡：中华人民共和国国务院、英: State Council of the People's Republic of China）は、中華人民共和国の政府。他国における内閣に相当する。国務院とも略称する。中華人民共和国の建国初期には政務院と称していた。
中国において「国務院」、「中央人民政府」は行政府のみを指す場合が多いが、本項では立法府と司法府をまとめて解説する。

## 概要
中華人民共和国憲法の規定によると、国務院は中華人民共和国の中央人民政府で、最高国家権力機関（全国人民代表大会および全国人民代表大会常務委員会）の執行機関であり、最高国家行政機関である。国務院は全国人民代表大会に対して行政上の責任を負い、業務を報告する義務がある（大会閉会中は全国人民代表大会常務委員会に対して責任を負い、業務報告の義務がある），最高軍事指揮機関は中央軍事委員会；最高司法機関は最高人民法院、最高人民検察院、国家監察委員会。
国務院の構成は「中華人民共和国国務院組織法」によって定められている。

## 歴史
1949年10月1日に中華人民共和国が建国され、その中央政府として、毛沢東を主席とする「中央人民政府委員会」が発足した。国務院の前身である政務院は、中央人民政府の執行機関として設置された。政務院総理には周恩来が就任した。政務院はその職能において現在の国務院とほぼ同じであったが、国務院が最高国家行政機関であるのに対し、政務院は中央人民政府に直属する国政の最高執行機関と位置づけられたことに差異がある。また、政務院は軍事に関する管理権はなく、国防部（国防省）も設置されていなかった。
1954年9月20日に中華人民共和国憲法が制定されたことにより、9月27日、政務院は国務院に改組された。国務院は中央人民政府とされ、最高国家行政機関に位置づけられた。初代国務院総理には、周恩来が改めて就任した。また、軍事管理機関として国防部が設置された。

## 構成
1982年12月10日、第5期全人代第5回会議によって改正された国務院組織法によると、国務院は国務院総理（首相）が主宰し、国務院副総理（若干名）、国務委員（若干名）、各部長（各省大臣に相当）、各委員会主任（庁長官に相当）、中国人民銀行行長、審計署審計長（会計検査長）、国務院秘書長（事務長官）により構成される。
国務院総理
国務院の首長。国務院の活動を指導し、行政全般を指揮・監督する。総理は中国共産党中央政治局常務委員から必ず選出されている。
国務院副総理
総理を補佐し、重要業務の責任者となる。総理の外遊などの間は常務業務担当の副総理が総理の職務を代行する。李鵬内閣（第7期）より、常務副総理(第一副首相)は中国共産党中央政治局常務委員から、その他の副総理は中国共産党中央政治局委員から選出されている。
国務委員
文化大革命後、復活した古参幹部に対して名誉職的に副総理職を乱発したことや、失脚前の地位に一気に復帰させたため、最終的に副総理が20人以上にまで膨れ上がった。この状況を解消するため、1982年5月4日の第5期全人代常務委員会第23回会議で国務委員が増設された。副総理と同様、重要業務の責任者となる。待遇は副総理と同級だが、序列は副総理の下。
秘書長
国務院の日常業務処理や国務院弁公庁（事務局）の業務の責任者。通常は副総理か国務委員が兼任し、副秘書長（若干名）が秘書長を補佐する。
国務院総理・副総理・国務委員・秘書長は次の通り。
| 役職         | 氏名                          | 党役職                                   | 担当                                                                           | 兼務                                                                            |
| ------------ | ----------------------------- | ---------------------------------------- | ------------------------------------------------------------------------------ | ------------------------------------------------------------------------------- |
| 国務院総理   | 李強                          | 中央政治局常務委員会委員（序列2位）      | 国務院の活動を指導し、行政全般を指揮・監督する。                               | 中央国家安全委員会副主席、中央金融委員会主任                                    |
| 国務院副総理 | 丁薛祥                        | 中央政治局常務委員会委員（序列6位）      | 発展改革（経済開発）・財政・教育・科学技術・香港マカオ事務・生態環境等         |                                                                                 |
| 国務院副総理 | 何立峰                        | 中央政治局委員、中央財経委員会弁公室主任 | マクロ経済・貨幣・金融・米中貿易交渉等                                         | 中央金融委員会弁公室主任、中央金融工作委員会書記                                |
| 国務院副総理 | 張国清                        | 中央政治局委員                           | 産業及び情報化・交通・防災・税関・国営企業等                                   |                                                                                 |
| 国務院副総理 | 劉国中                        | 中央政治局委員                           | 農業・衛生（厚生）・健康保険・食品安全・気象等                                 |                                                                                 |
| 国務委員     | 李尚福 （2023年10月24日免職） | 中国共産党中央軍事委員会委員             | 国防建設・国防動員・軍事行政・軍事外交等（軍事指揮権がない）                   | 国防部長（防衛大臣に当たる） 中華人民共和国中央軍事委員会委員、戦略支援部隊上将 |
| 国務委員     | 王小洪                        | 中国共産党中央書記処書記                 | 要人警護・公安（警察・治安）・司法（刑務所等）・国家安全（情報工作等）等       | 公安部長（警察庁長官に当たる）                                                  |
| 国務委員     | 呉政隆                        |                                          | 国務院日常業務等、総理の外遊に随行                                             | 国務院秘書長（内閣官房長官に当たる）                                            |
| 国務委員     | 諶貽琴                        |                                          | 文化及び観光・内政（総務）・退役軍人事務・人力資源及び社会保障（労働）・体育等 | 特命担当大臣に当たる 中華全国婦女連合会主席                                     |
| 国務委員     | 秦剛 （2023年10月24日免職）   |                                          | 外交等                                                                         | 外交部長（外務大臣に当たる）                                                    |

### 閣議
国務院の重要政策に関する基本的な方針は、合議によって決定される。国務院組織法第4条によると、国務院の活動における重要問題は必ず国務院常務会議か国務院全体会議による討論を経て決定することになっている。国務院常務会議と国務院全体会議は、いずれも国務院総理が招集し、主宰する。
国務院常務会議
国務院総理・副総理・国務委員および秘書長により構成される。週1回開かれ、国務院の活動における重要問題について討論し決定するほか、法律案の討論や行政法規の草案の審議を行う。
国務院全体会議
国務院の全構成員が参加する。半年に1回開かれ、国務院全体の活動における重要問題について討論・決定するほか、国務院各部署の重要問題の討論と決定を行う。

## 選出
国務院総理は国家主席が指名し、全国人民代表大会の承認を経て国家主席が任命する。国務院副総理・国務委員は国務院総理が指名し、全国人民代表大会の承認を経て、国家主席が任命する。
国務院の任期は全人代の任期に相当する5年である。総理、副総理、国務委員は連続3選できない。

## 機構
国務院以下の各部は日本の省に相当する中央政府機関であり、部長は各省大臣に相当するが、閣議に相当する国務院常務会議を構成するのは副総理や国務委員であることから、実質的には次官とも言える。国務院の各委員会は各部を超越して各種の政府活動を調整する機能を有する。委員会は主任が長である。なお、国務院に国防部が設置されているが、人民解放軍は中国共産党の軍事部門であって中央軍事委員会隷下にあり、国務院から独立しているので国防部は直接統帥していない。
各部・委員会責任者（日本の各省庁大臣・長官に相当）は以下の通り。
| 役職                   | 名前   | 党派       |
| ---------------------- | ------ | ---------- |
| 外交部部長             | 王毅   | 中国共産党 |
| 国防部部長             | 董軍   | 中国共産党 |
| 国家発展改革委員会主任 | 鄭柵潔 | 中国共産党 |
| 教育部部長             | 懐進鵬 | 中国共産党 |
| 科学技術部部長         | 陰和俊 | 中国共産党 |
| 工業情報化部部長       | 金壮竜 | 中国共産党 |
| 国家民族事務委員会主任 | 潘岳   | 中国共産党 |
| 公安部部長             | 王小洪 | 中国共産党 |
| 国家安全部部長         | 陳一新 | 中国共産党 |
| 民政部部長             | 陸治原 | 中国共産党 |
| 司法部部長             | 賀栄   | 中国共産党 |
| 財政部部長             | 藍仏安 | 中国共産党 |
| 人力資源社会保障部部長 | 王暁萍 | 中国共産党 |
| 自然資源部部長         | 王広華 | 中国共産党 |
| 生態環境部部長         | 黄潤秋 | 九三学社   |
| 住宅都市農村建設部部長 | 倪虹   | 中国共産党 |
| 交通運輸部部長         | 李小鵬 | 中国共産党 |
| 水利部部長             | 李国英 | 中国共産党 |
| 農業農村部部長         | 唐仁健 | 中国共産党 |
| 商務部部長             | 王文濤 | 中国共産党 |
| 文化観光部部長         | 孫業礼 | 中国共産党 |
| 国家衛生健康委員会主任 | 馬暁偉 | 中国共産党 |
| 退役軍人事務部部長     | 裴金佳 | 中国共産党 |
| 応急管理部部長         | 王祥喜 | 中国共産党 |
| 中国人民銀行行長       | 潘功勝 | 中国共産党 |
| 審計署審計長           | 侯凱   | 中国共産党 |

### 国務院特設直属機構
- 国務院国有資産監督管理委員会 - 中国の中央企業（国有企業）を管理する組織

### 国務院直属機構
- 中国海関総署
- 国家税務総局
- 国家市場監督管理総局
- 国家金融監督管理総局
- 中国証券監督管理委員会
- 国家放送総局
- 国家体育総局
- 国家信訪局
- 国家統計局
- 国家知識産権局
- 国家国際発展合作署
- 国家医療保障局
- 国務院参事室
- 国務院機関事務管理局

### 国務院直属事業単位
- 新華通訊社
- 中国科学院
- 中国社会科学院
- 中国工程院
- 国務院発展研究センター
- 中央広播電視総台
- 中国気象局

### 国務院弁事機構
- 国務院研究室
- 国務院僑務弁公室
- 国務院香港・マカオ事務弁公室
- 国務院台湾事務弁公室
- 国家インターネット情報弁公室
- 国務院報道弁公室

### 国務院各部・委員会管理の国家局
- 国家糧食・物資儲備局 （国家発展改革委員会管理）
- 国家能源局 （国家発展改革委員会管理）
- 国家データ局 （国家発展改革委員会管理）
- 国家国防科学技術工業局 （工業情報化部管理）
- 国家煙草専売局 （工業情報化部管理）
- 国家移民管理局 （公安部管理）
- 国家林業草原局 （自然資源部管理）
- 国家鉄路局 （交通運輸部管理）
- 中国民用航空局 （交通運輸部管理）
- 国家郵政局 （交通運輸部管理）
- 国家文物局 （文化観光部管理）
- 国家中医薬管理局 （国家衛生健康委員会管理）
- 国家疾病預防控制局 （国家衛生健康委員会管理）
- 国家鉱山安全監察局 （応急管理部管理）
- 国家消防救援局 （応急管理部管理）
- 国家外国為替管理局 （中国人民銀行管理）
- 国家薬品監督管理局 （国家市場監督管理総局管理）

### 国務院議事協調機構と臨時機構
- 国家国防動員委員会 （業務は国家発展改革委員会、中国人民解放軍国防動員部、中国人民解放軍政治工作部、中国人民解放軍後勤保障部が担当）
- 国家辺海防委員会 （業務は中国人民解放軍連合参謀部が担当）
- 国務院中央軍委空中交通管制委員会 （業務は中国人民解放軍連合参謀部が担当）
- 全国愛国衛生運動委員会 （業務は国家衛生健康委員会が担当）
- 全国緑化委員会 （業務は国家林業草原局が担当）
- 国務院学位委員会 （業務は教育部が担当）
- 国務院水害旱ばつ対策総指揮部 （業務は水利部が担当）
- 国務院婦人児童政策委員会 （事務は中華全国婦人連合会が担当）
- 全国軍人軍属擁護人民愛護政策領導小組 （事務は退役軍人事務部、中国人民解放軍政治工作部が担当）
- 国務院障がい者政策委員会 （業務は中国障がい者連合会が担当）
- 国務院扶貧開発領導小組 （直属事務組織を設置）
- 国務院関税税則委員会 （業務は財政部が担当）
- 国家減災委員会 （業務は応急管理部が担当）
- 国務院軍幹部再就職政策小組 （業務は退役軍人事務部が担当）
- 国家麻薬禁止委員会 （業務は公安部が担当）
- 全国老齢政策委員会 （事務組織を国家衛生健康委員会と中国老齢協会合署弁公に設置）
- 国務院西部地区開発領導小組 （日常業務は国家発展改革委員会が担当）
- 国務院東北地区等の老朽工業基地振興領導小組 （日常業務は国家発展改革委員会が担当）
- 国務院汶川地震被災後復興政策協調小組 （業務は国家発展改革委員会が担当）
- 国家情報化領導小組 （業務は工業情報化部が担当）
- 国家気候変化対策及び省資源環境保護政策工作領導小組 （日常業務は国家発展改革委員会が担当）
- 国家エネルギー委員会 （日常業務は国家エネルギー局が担当）
- 国務院安全生産委員会 （日常業務は応急管理部が担当）
- 国務院エイズ予防治療政策委員会 （日常業務は国家衛生健康委員会が担当）
- 国務院反独占委員会 （日常業務は国家市場監督管理総局が担当）
- 国家森林草原防滅火指揮部 （日常業務は応急管理部が担当）
- 国務院食品安全委員会 （日常業務は国家市場監督管理総局が担当）
- 国務院促進中小企業発展政策領導小組 （日常業務は工業情報化部が担当）
- 国務院農民工政策領導小組 （日常業務は人力資源社会保障部が担当）

## 歴代国務院常務会議構成員

### 第1期国務院
任期（1954年9月 - 1959年4月）
- 総理：周恩来
- 副総理：陳雲、林彪、彭徳懐、鄧小平、鄧子恢、賀龍、陳毅、ウランフ、李富春、李先念
  - 1956年に任命　聶栄臻、薄一波
- 秘書長：習仲勲

### 第2期国務院
任期（1959年4月 - 1965年1月）
- 総理：周恩来
- 副総理：陳雲、林彪、彭徳懐、鄧小平、鄧子恢、賀龍、陳毅、ウランフ、李富春、李先念、聶栄臻、薄一波、譚震林、陸定一、羅瑞卿、習仲勲
- 秘書長：習仲勲（兼任）

### 第3期国務院
任期（1965年1月 - 1975年1月）
- 総理：周恩来
- 副総理：林彪、陳雲、鄧小平、賀龍、陳毅、柯慶施、ウランフ、李富春、李先念、譚震林、聶栄臻、薄一波、陸定一、羅瑞卿、陶鋳、謝富治
- 秘書長：周栄鑫

### 第4期国務院
任期（1975年1月 - 1978年3月）
- 総理：周恩来（1976年1月8日死去）→華国鋒（1976年2月2日に総理代行、同年4月7日正式に任命）
- 副総理：鄧小平、張春橋、李先念、陳錫聯、紀登奎、華国鋒、陳永貴、呉桂賢（女）、王震、余秋里、谷牧、孫健

### 第5期国務院
任期（1978年3月 - 1983年6月）
- 総理：華国鋒（1980年9月10日辞任）→趙紫陽
- 副総理：鄧小平、李先念、徐向前、紀登奎、余秋里、陳錫聯、耿飈、陳永貴、方毅、王震、谷牧、康世恩、陳慕華（女）
  - 1978年12月　王任重を副総理に任命
  - 1979年7月　陳雲、薄一波を副総理に任命
  - 1979年9月　姚依林、姫鵬飛を副総理に任命
  - 1980年4月　趙紫陽、万里を副総理に任命し、紀登奎、陳錫聯を解任
  - 1980年9月10日　華国鋒の総理辞任にともない、鄧小平、李先念、陳雲、徐向前、王震、王任重が副総理を辞職。陳永貴が副総理を解任される。
- 秘書長：金明（1979年）→姫鵬飛（1980年）

1980年9月10日、第5期全国人民代表大会常務委員会第3回会議で趙紫陽内閣が発足
- 総理：趙紫陽
- 副総理：余秋里、耿飈、方毅、谷牧、康世恩、陳慕華（女）、薄一波、姚依林、姫鵬飛、万里、楊静仁、張愛萍、黄華
- 国務院顧問（1981年3月に設置）：銭之光、劉瀾波、李強、曾生
- 秘書長：姫鵬飛（1981年3月に解任）

1982年5月4日、第5期全国人民代表大会常務委員会第23回会議で国務委員を新設
- 総理：趙紫陽
- 副総理：万里、姚依林
- 国務委員：余秋里、耿飈、方毅、谷牧、康世恩、陳慕華（女）、薄一波、姫鵬飛、黄華、張勁夫　
  - 1982年11月に任命　張愛萍
- 秘書長：杜星垣

### 第6期国務院
任期（1983年6月 - 1988年4月）
- 総理：趙紫陽（1987年11月24日辞任）
  - 総理代行：李鵬
- 副総理：万里、姚依林、李鵬、田紀雲
  - 1986年に任命　喬石
- 国務委員：方毅、谷牧、康世恩、陳慕華（女）、姫鵬飛、張勁夫、張愛萍、呉学謙、王丙乾、宋平、宋健
- 秘書長：田紀雲（兼任）→陳俊生（1985年）

### 第7期国務院
任期（1988年4月 - 1993年3月）
- 総理：李鵬
- 副総理：姚依林、田紀雲、呉学謙　
  - 1991年に任命　雛家華、朱鎔基
- 国務委員：李鉄映、秦基偉、王丙乾、宋健、王芳、雛家華、李貴鮮、陳希同、陳俊生
  - 1991年に任命　銭其琛
- 秘書長：陳俊生（兼任）→羅幹

### 第8期国務院
任期（1993年3月 - 1998年3月）
- 総理：李鵬
- 副総理：朱鎔基、雛家華、銭其琛、李嵐清
  - 後に任命　呉邦国、姜春雲
- 国務委員：李鉄映、遅浩田、宋健、李貴鮮、陳俊生、司馬義・艾買提（ウイグル族）、彭珮雲（女）、羅幹
- 秘書長：羅幹（兼任）

### 第9期国務院
任期（1998年3月 - 2003年3月）
- 総理：朱鎔基
- 副総理：李嵐清、銭其琛、呉邦国、温家宝
- 国務委員：遅浩田、羅幹、呉儀（女）、司馬義・艾買提（ウイグル族）、王忠禹
- 秘書長：王忠禹（兼任）

### 第10期国務院
任期（2003年3月 - 2008年3月）
- 総理：温家宝
- 副総理：黄菊（常務副総理、2007年6月2日死去）、呉儀（貿易、衛生担当）、曽培炎（経済担当）、回良玉（農業担当）
- 国務委員：周永康（政法担当）、曹剛川（国防担当）、唐家璇（外交担当）、華建敏、陳至立（教育担当）
- 秘書長：華建敏（兼任）

### 第11期国務院
任期（2008年3月 - 2013年3月）
- 総理：温家宝
- 副総理：李克強（常務副総理、発展改革、財政、国土資源、環境保護、建設、人口、衛生担当）、回良玉（農業、民族、民政、宗教担当）、張徳江（工業、交通、人力資源、社会保障、企業改革、安全生産担当）、王岐山（商務、金融、市場管理、観光担当）
- 国務委員：劉延東（教育、科学技術、文化・メディア、スポーツ、香港・マカオ担当）、梁光烈（国防動員担当）、馬凱、孟建柱（政法担当）、戴秉国（外交担当）
- 秘書長：馬凱（兼任）